# Ardisia crispa
Ardisia crispa är en viveväxtart som först beskrevs av Carl Peter Thunberg, och fick sitt nu gällande namn av A. Dc. Ardisia crispa ingår i släktet Ardisia och familjen viveväxter. Inga underarter finns listade i Catalogue of Life.

## Bildgalleri

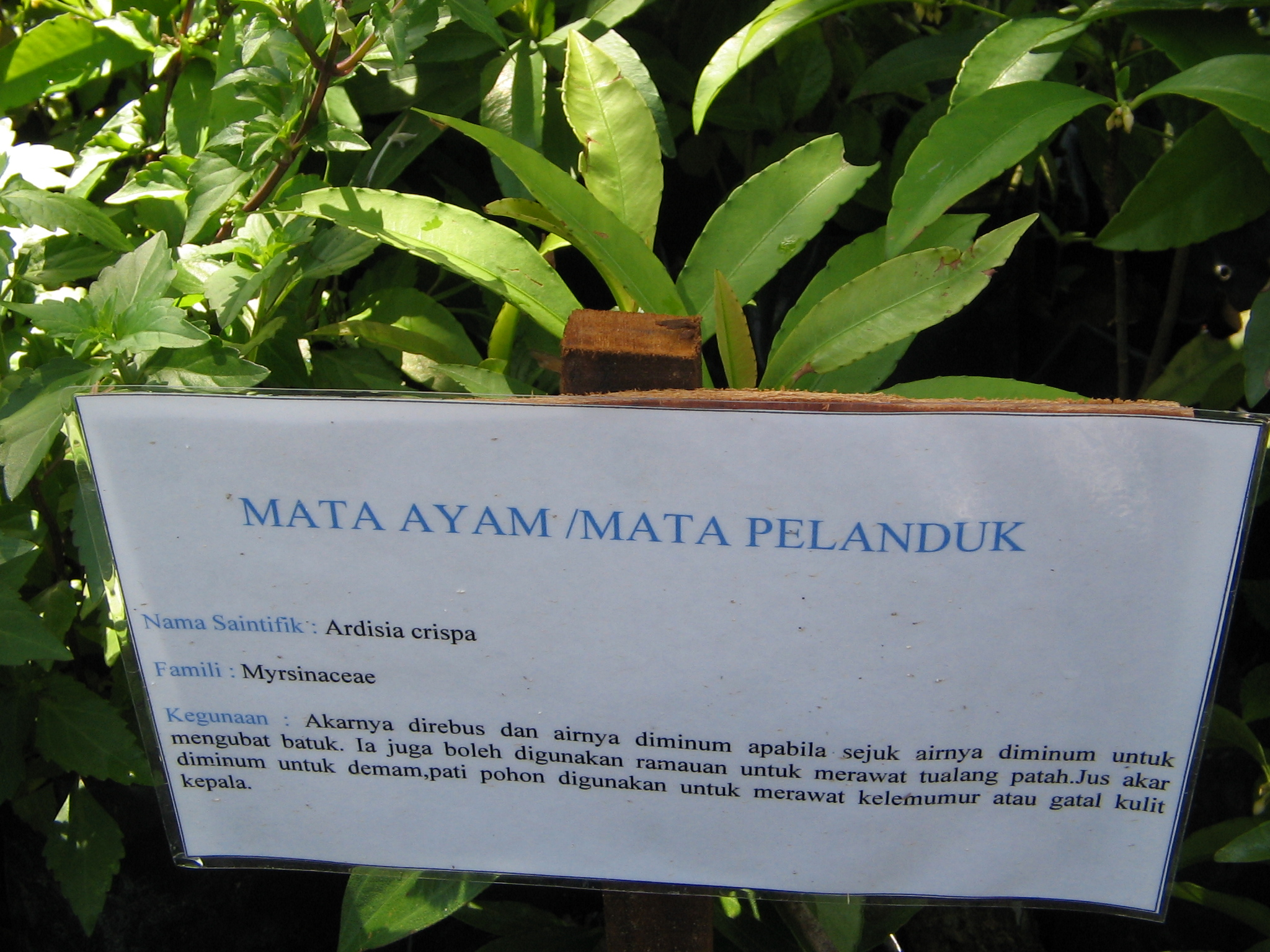